# Magda Femme

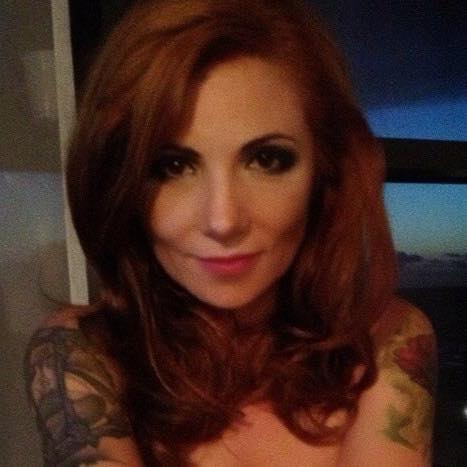
Magda Femme (ảnh chụp năm 2014)

Magda Femme (tên khai sinh là Magdalena Pokora , sinh ngày 22 tháng 5 năm 1971 tại Łask ) là ca sĩ, nhà soạn nhạc và nhạc sĩ người Ba Lan, giọng ca chính của ban nhạc Ich Troje trong những năm 1995–2001.

## Những năm đầu cuộc đời
Cô là con duy nhất của Kazimierz và Barbara Pokory . Năm 2000, cô đổi tên thành Femme.
Cô tốt nghiệp Khoa Kinh tế và Xã hội học tại Đại học Łódź.

## Sự nghiệp âm nhạc
Năm 1995–2001 cô là giọng ca chính của ban nhạc Ich Troje. Họ đã phát hành ba album phòng thu: Intro (1996), ITI Cd. (1997) và 3 (1999).
Cô hai lần tham gia vào chung kết Vòng loại Quốc gia của Cuộc thi Bài hát Eurovision. Năm 2003, cô biểu diễn trong vòng thi quốc gia với bài hát "I Believe in You", được thu âm cùng với giọng ca Marcin Koczot và ban nhạc Spotlight. Năm 2006, cô hát với tư cách khách mời trong bài hát " Follow My Heart " của Ich Troje, đã giành chiến thắng cuối cùng của vòng loại, nhờ đó anh đại diện cho Ba Lan ở hạng 51. Cuộc thi Eurovision Song ở Athens. Họ đứng thứ 11 trong vòng bán kết của cuộc thi, không được dự vòng chung kết.

Năm 2000, cô phát hành album phòng thu solo đầu tay mang tên Empiryzm (Chủ nghĩa kinh nghiệm). Năm 2001, cô phát hành album solo thứ hai mang tên 5000 myśli (5.000 suy nghĩ), đạt doanh thu khoảng 32.000 bản sao. Năm 2004, cô phát hành album thứ ba mang tên Extremalnie. Video âm nhạc cho đĩa đơn "Far from Here" được đề cử cho Giải thưởng Điện ảnh Yach.

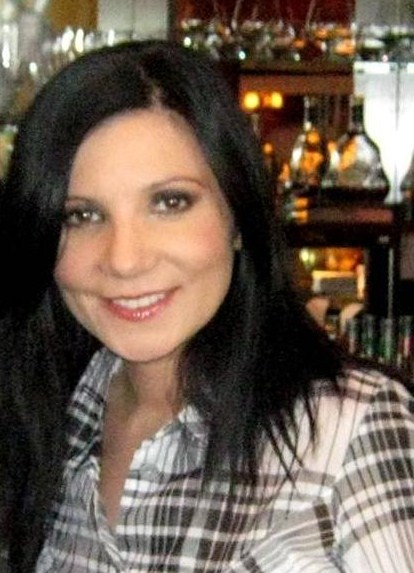
Magda Femme chụp năm 2009

Năm 2006, cô tham gia chuyến lưu diễn kỷ niệm 10 năm thành lập ban nhạc Ich Troje "Sami Swoi".
Năm 2020, cô cùng cách nhạc sĩ Jay Marin, Mavoii và Zawidzk thành lập ban nhạc mang tên Project M.

## Đời tư
Trong 1996-2001, cô là vợ của trưởng nhóm nhạc Ích Troje, nhạc sĩ Michał Wisniewski . Năm 2008, con gái Nel chào đời . Từ năm 2012, cô hợp tác với Michał rapper Zawidzki.

## Các tác phẩm

### Album
| 2000                      | Empiryzm - Ngày: 20 tháng 9 năm 2000 - Nhà xuất bản: Universal Music Polska    | -  |
| 2001                      | 5000 myśli - Ngày: 3 tháng 12 năm 2001 - Nhà xuất bản: Pomaton EMI             | 5  |
| 2004                      | Extremalnie - Ngày: 19 tháng 4 năm 2004 - Nhà xuất bản: Universal Music Polska | 29 |
| 2009                      | Magiczne nutki - Ngày: 15 tháng 5 năm 2009 - Nhà xuất bản: Fonografika         | -  |
| 2014                      | Retro Love - Ngày: 14 tháng 7 năm 2014 - Nhà xuất bản: MTJ Artistic Agency     | -  |
| "-" không được trích dẫn. |                                                                                |    |

## Sự nghiệp điện ảnh
- 2002: Gwiazdor [13] đóng vai nhân vật chính
- 2007: Halo Hans! [14] đóng vai thư ký của Brudner